# キャッチ・アズ・キャッチ・キャン
キャッチ・アズ・キャッチ・キャン（Catch As Catch Can / CACC）は、レスリングの一種である。フリースタイルレスリング、プロレスの主要な源流の1つと考えられている。歴史的と地域的に競技形態や技術の内容は変化している。キャッチレスリング、シュートレスリングまたは単にキャッチとも呼ばれている。本項ではCACCの原型であるランカシャースタイルも含めて解説している。

## 特徴
ライターの那嵯涼介はイギリスのCACCには、ルール上、興行における通常の試合でのサブミッションによる決着が認められない時期があった、のは史実だろうと考えている。そして20世紀初頭、谷幸雄、前田光世、三宅多留次といった日本の柔道家、柔術家がCACCのレスラー相手にサブミッションによる決着があるルールで勝利を重ねていった。その影響でCACCでもアマチュアレスリングとは異なり、サブミッション・ホールド（関節技、絞め技など広く相手から降参を奪う技）が使用され、サブミッションによる決着があるルールになっていった、としている。これをもってして、CACCにサブミッションという技術が入ったのは20世紀初頭に日本の柔術の影響からだ、という意見があるがこれは明らかに間違いだとしている。以前はCACCにもサブミッションがあり、柔術・柔道との交流を機にサブミッションが復活しただけだとしている。
1931年の書籍『レスリング』によると、プロフェッショナルはキャッチ・アズ・キャッチ・キャン・スタイル（別名「ランカシャースタイル」）もグレコローマンスタイル（フレンチスタイル）も関節技が認められ、絞め技は両者が合意したときのみ使用が許され、腕で相手の喉を押す場合はもう一方の腕は相手の頭部や首に触れてはならなかった。ピンフォールの他、片方の競技者が継続を拒絶した場合は相手の勝利に。引っかくことと噛みつくことは反則であった。戦いはロープの中で行われる。グレコローマンスタイルは脚を取ることが禁じられていた。アマチュアのキャッチ・アズ・キャッチ・キャン（フリースタイル）は関節技、絞め技、打撃技が禁じられていた。つまりは関節技、絞め技があるのはキャッチ・アズ・キャッチ・キャンというよりプロフェッショナルのレスリングであった。著者の庄司彦雄はこの時点でプロフェッショナルのレスリングではキャッチ・アズ・キャッチ・キャン・スタイルが一般的には最も知られたスタイルだとしている。
日本レスリング協会第3代会長の八田一朗は1953年の自著で、まずグレコローマンスタイルがヨーロッパに広まり、イギリスに渡って数百年後に下半身も攻防に使用できるレスリングを始め、これを「キャッチ・アズ・キャッチ・キャン・スタイル」 (CACC) と呼び、面白いのでイギリスの植民地など世界各地に広まった、と述べている。1987年の『格闘技通信』誌はこれはヨーロッパのスタイルそのまま受容しない大英帝国としてのプライドと自由な雰囲気を尊ぶイギリス紳士の心情があるとしている。一方、ライターの那嵯涼介はCACCは労働者階級がメインだったとしている。『格闘技通信』誌によるとCACCスタイルはその後、「ランカシャースタイル」と「カンバーランドスタイル」に分れる。一方、プロレス研究家の那嵯涼介は、16世紀から18世紀にかけてヨーロッパで出版された徒手格闘技の教則本に数多くのサブミッションが紹介されていることを指摘し、本来、ヨーロッパの民俗レスリングにおいてサブミッションは一般的なものであったが、それが危険な技術と見なされて次々に封印され、最後まで残っていたのがランカシャー地方のレスリングだったのではないかとの見方を示している。
1987年の『格闘技通信』誌ではCACCスタイルはフリースタイル、グレコローマンスタイル、アメリカンスタイル（カレッジスタイル）に続くアマチュアのレスリングの第4のスタイルだとしている。また、関節技があったとしている。同誌はCACCはアメリカ人の手によりアマチュアレスリングのフリースタイルとなりオリンピック種目にもなったとしている。オリンピックで実施されたのは1904年セントルイスオリンピックが初めてである。セントルイスはアメリカの都市で出場レスラーは全員アメリカ代表であった。当初は正式名が「キャッチ・アズ・キャッチ・キャン・スタイル」であった。別名が「フリースタイル」であった。オリンピックにおいては1936年ベルリンオリンピックまでである。名称短縮化のため1948年ロンドンオリンピックからは正式名が「フリースタイル」となった。

## 歴史

### 19世紀以前のイングランド
12世紀のヘンリー2世時代以降、イングランドではレスリングが盛んであった。ブリテン島で伝統的に行われていたレスリング競技のうちイングランド北部のランカシャー地方で発達した流派「ランカシャースタイル」が CACC の元々の形であった。なお、ランカシャースタイルの起源はアイルランド島である。ランカシャースタイルが伝統的にどのような場で実践されていたのかについては、はっきりしたことは判っていない。
那嵯はビル・ロビンソンの証言を紹介しながら、イングランドでボクシング・デーに興業として行われていた「オールイン」と呼ばれる徒手格闘（ロビンソンによればCACCに拳による打撃を加えたような競技とされる）のような「プライズファイト」（賞金試合）とランカシャースタイルの関連について推論を展開している。

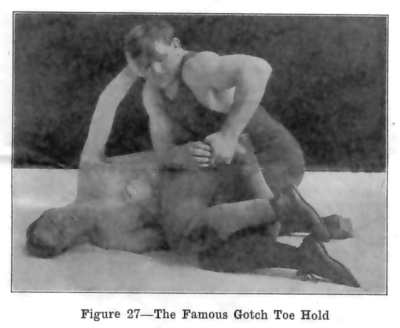
「Lessons in Wrestling & Physical Culture」よりフランク・ゴッチによるトーホールド。フリースタイルレスリングで認められているアンクルホールドとは異なり、足首の関節を極めている。

### アメリカにおける発展
19世紀後半、ランカシャー地方からアメリカ合衆国に向かった移民たちにより、ランカシャースタイルはアメリカ合衆国に伝播することとなった。1880年代には既に「アメリカンCACC王座」なるタイトルも存在していた。この時期の著名なレスラーとしてトム・コナーズやジョー・アクトンが挙げられる。特にコナーズはカラー・アンド・エルボー・スタイルの選手であったマーティン・バーンズにランカシャースタイルの技術を伝えたことで、20世紀のプロレスリングに大きな影響を与えたとされる。バーンズは現役引退後、コーチとして数多くのレスラーを育てたが、その中にはフランク・ゴッチなど強豪選手も含まれていた。那嵯は、この時期のアメリカにおいてカラー・アンド・エルボー・スタイルやグレコローマンスタイル、柔術などの技術がランカシャースタイルと混淆したと考えている。カール・ゴッチはこの時期のアメリカにおけるCACCをアメリカンキャッチと呼んでいる。
1898年にニューヨーク・アスレティック・クラブのレスリングコーチであるヒュー・レオナルドが著した"A hand-book of wrestling"にはグレイプバイン・ロック（コブラツイスト）、サイドチャンスリー（ヘッドロック）、クロス・バトック（腰投げ）」等の技が紹介されている。1912年のマーティン・ファーマー・バーンズの著作「Lessons in Wrestling & Physical Culture」では各種ネルソン・ホールド、各種レッグダイブ、チャンスリーホールド（フロント・ネックチャンスリー）、ハーフネルソン・アンド・クロッチホールド・ピックアップ（ボディスラム）、アームアンドリストホールド（アームドラッグ）、アームアンドレッグピックアップ（ファイアーマンズキャリー）などのアマチュアレスリングでも使用されている技の他に、アマチュアレスリングでは禁止されているトーホールドやアームホールド（ストレートアームバー）、ハンマーロックといった関節技、絞め技のストラングルホールド（裸絞め）などの技がストレッチやダンベルを用いた体操と共に紹介されている。

### イングランドにおける展開
前節で見た「アメリカンキャッチ」は、20世紀初頭にジャック・カーキークらによってイングランドに持ち込まれ、広範な人気を博すこととなった。既にグレコローマンスタイルのトップレスラーであったジョージ・ハッケンシュミットが新たにCACCの技術を学び、CACCルールでの試合に臨んだとのエピソードも伝えられている。しかし、この時期のイングランドにおけるCACCの試合は関節技を用いないものが主流であった。1908年に前田光世がロンドンにおいてCACCのトーナメント大会に参加している。こうした状況を変えたのが、日本出身で不遷流の技術を持つ柔術家、谷幸雄（1880年から1950年）である。谷は1899年にイングランドに渡ると1910年代中頃までCACCのレスラーたちと賞金をかけた柔術の試合を行い、1918年にロンドンで柔術の道場を開いた。谷がもたらした柔術の技術の一部はCACCにも取り入れられたと推測されている。逆に前田たちの手により欧州各国や中南米、ブラジルなどへ普及された柔術は、純然たる古来のものから姿を変え、CACCなどレスリングの技術も取り入れられた新しい柔術スタイルであった可能性も示唆している。また、谷らによる柔術の試合の影響もあり、CACCにおけるサブミッション技術の使用が許され、サブミッションによる決着があるルールになっていった。アメリカの著名なプロレス史家のマーク・ヒューイットは「CACCと柔術は、片方が一方的に与え続ける親子の関係ではなく、互いの長所を分かち合う兄弟のような関係」と例えている。

### ビリー・ライレー・ジム
こうしてCACCはイングランドのプロレスリングの中に確固たる地位を築いたが、中でも後進に大きな影響を与えた選手がビリー・ライレーである。ライレーは第2次大戦中には既にウィガンにビリー・ライレー・ジム、通称「スネーク・ピット・ジム」というレスリング・ジムを開設しており、同ジムはジョージ・グレゴリーやビル・ロビンソン、カール・ゴッチ、ダイナマイト・キッドといった選手を輩出した。

### 日本における受容
日本のプロレスラーがCACCの技術を受容する過程において大きな影響力を持ったのが、カール・ゴッチであった。ゴッチは1950年代にウィガンのビリー・ライレージムでCACCを学んだ後、1959年にモントリオールで活動し、10月よりオハイオ州に転戦。ゴッチは力道山死後の1967年から1969年にかけて、日本プロレスのコーチとして招聘されている。ゴッチはその後も新日本プロレスでコーチ活動を続け、アントニオ猪木、木戸修、藤波辰巳、藤原喜明、前田日明、西村修、船木誠勝、鈴木みのる、石川雄規らを指導した。ゴッチの教え子達は特にCACCの技術に拘りを持ち、前田は1984年にUWFを、船木、鈴木は1993年にパンクラスを立ち上げ、藤波、西村はドラディションを主宰するなどそれを前面に押し出した活動を継続している。また、ビル・ロビンソンも1969年から1970年にかけて国際プロレスの契約選手として日本に滞在した他、1999年からは再び日本に移住し、宮戸優光と共に高円寺のレスリングジム「U.W.F.スネークピットジャパン」のコーチとしてCACCの技術を教えていた。